# Secret Garden (singel Gackta)
Secret Garden – siódmy singel japońskiego artysty Gackta, wydany 16 listopada 2000 roku. Osiągnął 10 pozycję w rankingu Oricon i pozostał na listach przebojów przez 5 tygodni. Sprzedano 83 520 egzemplarzy.

## Lista utworów
Wszystkie utwory zostały napisane i skomponowane przez Gackt C.
| Nr | Tytuł                          | Aranżacja           | Czas |
| -- | ------------------------------ | ------------------- | ---- |
| 1. | "Secret Garden"                | Gackt.C, chachamaru |      |
| 2. | "NINE SPIRAL"                  | Gackt.C, chachamaru |      |
| 3. | "Secret Garden" (instrumental) | Gackt.C, chachamaru |      |